# Christine Bakker-van Bosse
Christine Clasine Bakker-van Bosse (Batavia, 17 juni 1884 - Orselina (Zwitserland), 8 juni 1973) was een Nederlands pacifiste en feministe. Zij was in de periode tussen de Eerste en de Tweede Wereldoorlog een prominente figuur in de vrouwen- en vredesbeweging. Zij was mede-oprichter en bestuurder van een aantal Nederlandse en internationale organisaties op het gebied van vrouwenrechten en vredesvraagstukken.

## Biografie

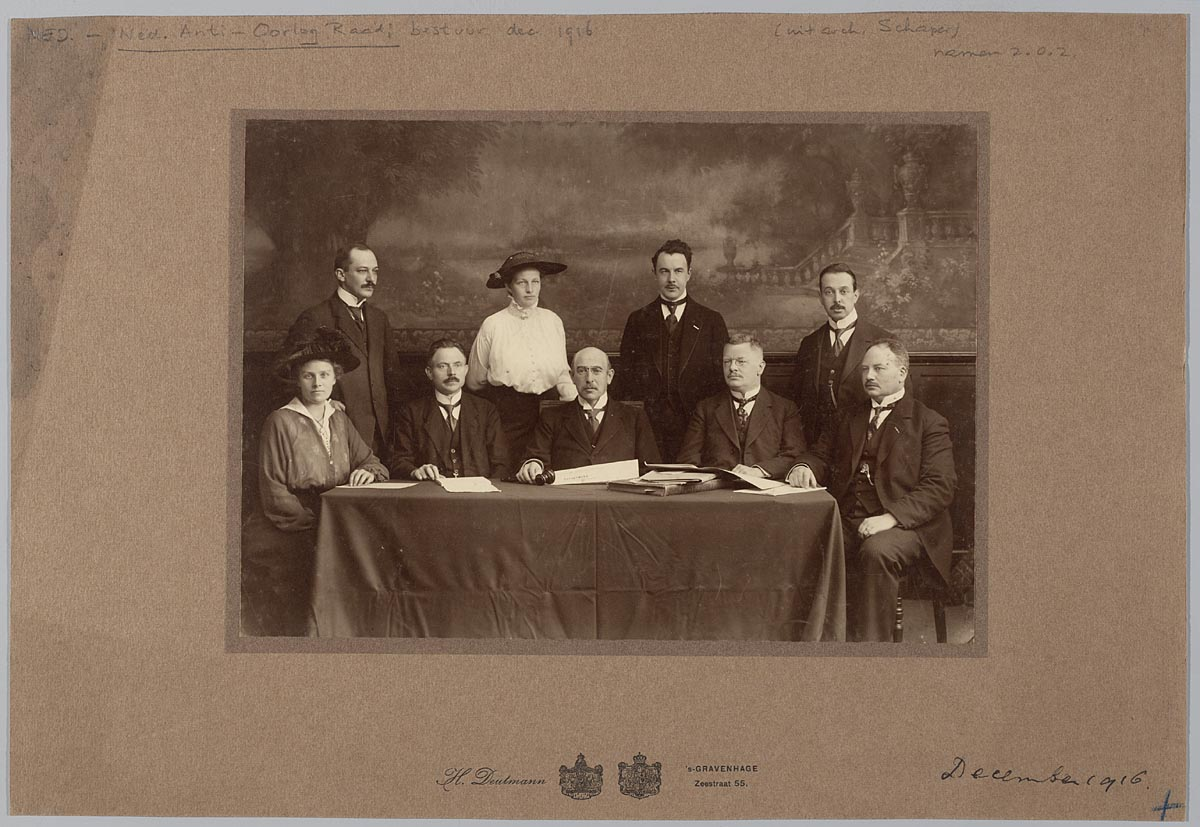
Hoofdbestuur van de Nederlandsche Anti-Oorlogsraad 1916: Christine Bakker-van Bosse zit links aan de tafel.

Christine van Bosse kwam uit een vooraanstaande familie van liberale politici, wetenschappers en kunstenaars. Zij was een kleindochter van de politicus Pieter Philip van Bosse en een nichtje van de schilderessen Marie Bilders-van Bosse en Sara Stracké-van Bosse. Zij studeerde rechten in Leiden waar zij in 1905 het doctoraalexamen aflegde. Zij trouwde met de jurist Rein Valencijn Bakker.
Bakker-van Bosse werd al snel een prominente figuur in de vrouwen- en vredesbeweging. Zij was betrokken bij de organisatie van de tentoonstelling De Vrouw:1813-1913. Vermoedelijk leerde ze daar de feministe Rosa Manus kennen, met wie ze bevriend raakte en jarenlang samenwerkte. Zij publiceerde artikelen en brochures, en was een van de sprekers op het Internationaal Congres van Vrouwen dat in 1915 in Den Haag werd gehouden.
Zij was in 1914 medeoprichter van de Nederlandsche Anti-Oorlog Raad (NAOR) en vice-voorzitter van de in 1919 opgerichte opvolger daarvan, de Vereeniging voor Volkenbond en Vrede (VvVeV ). Vanaf 1930 was zij voorzitter van de Nederlandse Vereniging voor Vrouwenbelangen en Gelijk Staatsburgerschap Zij vertegenwoordigde deze organisaties op internationale bijeenkomsten, zoals de internationale vredescongressen die in het interbellum werden georganiseerd.
Zij was ook betrokken bij de International Alliance of Women (IAW), in het bijzonder bij het werk van de commissie voor internationale zaken. In 1935 nam zij samen met o.a. Rosa Manus deel aan een vrouwenmissie naar Palestina die was georganiseerd door de IAW.
Zij was in 1946 medeoprichter van het Wereldverbond van Verenigingen voor de Verenigde Naties (WFUNA).

## Externe bronnen
- Dossier Koninklijke Bibliotheek over de Nederlandsche Anti-Oorlog Raad